# Victorio Spinetto
Victorio Spinetto (Buenos Aires, 3 juni 1911 – 28 augustus 1990) was een Argentijns voetballer en trainer.
Hij begon zijn carrière in 1932 bij Platense. Datzelfde jaar benaderde José Amalfitani van Vélez Sarsfield hem om voor zijn club te komen spelen voor 30 peso per match en hij aanvaardde. Na slechts één wedstrijd bij de reserven debuteerde hij bij het eerste elftal. De verdediger werd al snel zo succesvol dat hij een maandsalaris kreeg van 250 peso en nog eens 30 peso per gewonnen punt van de ploeg. Ondanks het feit dat hij een verdediger was kon hij toch vaak scoren. In 1937 scoorde hij zelfs vier keer in een wedstrijd tegen Chacarita Juniors. Hij wees een aanbod van Boca Juniors en AS Roma af en bleef bij Vélez Sarsfield tot 1938 toen hij de overstap maakte naar Independiente voor een transfersom van 12.000 peso. Hij maakte deel uit van het team dat de openingswedstrijd speelde in het El Monumental van CA River Plate. In 1939 keerde hij terug naar Vélez Sarsfield, waarmee hij in 1940 degradeerde. Het was de eerste en tot dusver enige degradatie voor de club.
Nadat hij zijn spelerscarrière beëindigde werd hij trainer en ging aan de slag bij Vélez Sarsfield en leidde de club terug naar de hoogste klasse. In 1953 werd hij vicekampioen met de club. In 1959 werd hij gevraagd om het Argentijns elftal te leiden op de Copa América 1959 samen met José Della Torre en José Barreiro. Het elftal won vijf van de zes wedstrijden en speelde gelijk tegen wereldkampioen Brazilië en won de Copa América. Hierna coacht hij nog verschillende clubs. Na zijn vertrek bij Argentinos Juniors in 1978 coacht hij enkel nog jeugdteam van Vélez Sarsfield.